# Coreorgonal
Coreorgonal és un gènere d'aranyes araneomorfes de la subfamília Erigoninae, dins de la família Linyphiidae.
Fou descrit per primera vegada per S. C. Bishop i C. R. Crosby l'any 1935.

## Distribució
Es pot trobar a l'Amèrica del Nord.

## Llista d'espècies
Segons The World Spider Catalog 12.0:
- Coreorgonal bicornis (Emerton, 1923) (Espècie tipus)
- Coreorgonal monoceros (Keyserling, 1884)
- Coreorgonal petulcus (Millidge, 1981)